# Sindeung-myeon
Sindeung-myeon (koreanska: 신등면) är en socken i den södra delen av Sydkorea, 260 km söder om huvudstaden Seoul.  Den ligger i kommunen Sancheong-gun i provinsen Södra Gyeongsang.